# Cleisostoma chrysochilum
Cleisostoma chrysochilum är en orkidéart som beskrevs av Friedrich Fritz Wilhelm Ludwig Kraenzlin. Cleisostoma chrysochilum ingår i släktet Cleisostoma och familjen orkidéer.
Artens utbredningsområde är Filippinerna. Inga underarter finns listade i Catalogue of Life.